# 미야시로 다이세이
미야시로 다이세이(일본어: 宮代 大聖, 2000년 5월 26일 ~ )는 일본의 축구 선수이다. 현재 J1리그의 비셀 고베에서 뛰고 있다.

## 구단 경력
그는 2019년 J1리그의 가와사키 프론탈레에 입단했다. 7월 J2리그의 레노파 야마구치 FC로 임대 이적했다. 2020년 가와사키 프론탈레로 복귀했다. 2020년 J1리그 우승을 차지했다. 2021년부터 2022년까지 도쿠시마 보르티스와 사간 도스에서 뛰었다. 2023년 가와사키 프론탈레로 복귀했다. 2023년 천황배 우승을 차지했다. 2024년 비셀 고베로 이적했다. 2024년 J1리그 우승을 차지했다.

## 국가대표팀 경력
그는 2017년 FIFA U-17 월드컵에 참가할 일본 U-17 국가대표팀에 발탁되었으며, 3경기에 출전, 2득점을 넣었다.
2019년 FIFA U-20 월드컵에 참가할 일본 U-20 국가대표팀에도 발탁되었으며, 3경기에 출전, 2득점을 넣었다.
2025년 EAFF E-1 풋볼 챔피언십에 참가할 일본 국가대표팀에 발탁되었으며, 7월 8일 홍콩와의 경기에서 데뷔, 대회 우승.

## 수상 내역

### 클럽
가와사키 프론탈레
- J1리그: 2020
- 천황배: 2023[2]